# Touche morte

Exemples de touches mortes (en rouge) sur clavier Azerty (fr-FR) sous Windows

Exemples de touches mortes (en rouge) sur clavier Azerty Français (variante) (fr-oss) sous Linux

Une touche morte est une touche de clavier d'ordinateur qui ne produit aucun résultat lorsqu'elle est enfoncée puis relâchée, mais modifie le comportement de la prochaine touche qui sera enfoncée. Il existe de nombreuses combinaisons de touches mortes et selon les dispositions des claviers et les réglages, le comportement des touches connues comme étant mortes est quelque peu différent.
Il s’agit très souvent d’accents que l’on peut placer sur différentes voyelles. Par exemple sur les claviers AZERTY, la touche ‹ ^ › est une touche morte qui permet d'ajouter un accent circonflexe sur les voyelles : â, ê, î, ô, û et ŷ (y compris pour les voyelles majuscules : Â, Ê, Î, Ô, Û et Ŷ), mais également sur les lettres qui peuvent en être pourvues dans la liste des caractères Unicode, comme les lettres de l'espéranto (cette fonctionnalité, qui est en général bien gérée sous les distributions Linux, ne l'est pas sous les systèmes Windows).
Contrairement à ce que l’on pourrait croire, sur GNU/Linux, le comportement des touches mortes n’est pas défini par la disposition du clavier, mais par les paramètres régionaux du système, ce qui pose des problèmes de portabilité :
- Sous Windows, la double frappe d’une touche morte fait apparaître, à la deuxième pression, deux fois de suite le caractère de la touche morte, seul (par exemple, appuyer deux fois sur ^ fait apparaître « ^^ ») ; pour obtenir une seule fois le caractère désiré on peut presser la touche morte, suivi d’une frappe sur la barre d’espace.
- Sous Mac OS, une frappe sur une touche morte fait apparaître le caractère sur fond jaune, il se combine avec le caractère consécutif si celui-ci peut l’être, et reste tel quel dans le cas contraire. S’il est suivi d’une frappe de la barre d’espace, il apparaît tel quel ; s’il est tapé deux fois, il apparaît deux fois (et le second caractère est encore sur fond jaune prêt à être combiné).
- Sous GNU/Linux, le caractère n’apparaît qu’une fois, que l’on tape deux fois sur la touche, ou une fois suivie d’une frappe sur la barre d’espace.

Il existe de nombreuses combinaisons de touches mortes. Sur les systèmes Unix, la liste peut être extraite en détail des fichiers de configurations de X.Org dans le répertoire /usr/share/X11/locale.